# 金色十亿人
黄金十亿人（俄语：золотой миллиард，tr. zolotoy milliard）理论是一种阴谋论，认为全球精英的阴谋集团正在操纵阴谋，以牺牲其他人类为代价为世界上最富有的十亿人积累财富。在俄语世界很流行。
该术语由阿纳托利·齐库诺夫（Anatoly Tsikunov）在其1990年的著作《世界政府的阴谋：俄罗斯和黄金十亿》一书中创造，并在他的文章中使用。 这个词很快被俄罗斯作家谢尔盖·卡拉-穆尔扎 (Sergey Kara-Murza) 普及，并成为当代俄罗斯阴谋论思想的主要内容。
普京在《人民日报》2023年3月20日第3版发表署名文章称“俄中两国跟其他志同道合的国家不断主张在国际法的基础上构建更加公正的多极化世界秩序，而不是在满足“黄金十亿人”需求的某种规则基础上。”